# Omar Puente
Omar Puente (* 1961 in Santiago de Cuba) ist ein kubanischer Jazz- und Latinmusiker (Geige).

## Leben und Wirken
Puente begann mit fünf Jahren mit dem Geigenspiel. Bereits ab dem Alter von zwölf Jahren studierte er klassische und kubanische Musik an der Escuela Nacional de Artes in Havanna, um seine Ausbildung am Instituto Superior de Arte in Havanna zu vollenden. 
Nach seinem Studium wurde Puente 1987 Mitglied des Nationalen Sinfonieorchesters von Kuba, wo er zum Satzführer aufstieg. 1990 schloss er sich der Band von José María Vitier an, tourte mit ihm durch Kuba und Mexiko, um 1991 beim New York Jazz Festival zu konzertieren. In den nächsten Jahren spielte er im Club Tropicana und unternahm internationale Tourneen mit Rubén González und mit Guillermo Rubalcaba. Von 1994 bis 1997 gehörte er zu den Cuban Boys, mit denen er beim Montreux Jazz Festival auftrat. Als Studiomusiker arbeitete er zudem mit dem Orquesta Revé, dem Charanga Habanera sowie Pablo Milanés, Leo Brouwer und Silvio Rodríguez zusammen.
Seit 1997 lebt Puente in Großbritannien, wo er u. a. mit Kirsty MacColl und Temple of Sound aufnahm und mit Jools Holland, Eddie Palmieri, John Williams/John Etheridge, Courtney Pine, Rod Youngs, Jason Yarde, Cameron Pierre, Byron Wallen, Nigel Kennedy/Chris Garrick und den Cuban All-Stars spielte. Weiterhin tourte er mit Tito Puente, Ibrahim Ferrer, Omara Portuondo und Denys Baptiste. Seit 2006 leitet er sein eigenes Sextett, mit dem zwei Alben entstanden. Seit 2004 trat er mehrfach beim Havana Jazz Festival auf, auch mit Chucho Valdés.
Puente lehrte zunächst Jazzvioline am Leeds College of Music; 2021 unterrichtete er in Havanna am Nationalkonservatorium und in London am Trinity Laban Conservatoire of Music and Dance. Zudem hat er ein Lehrbuch über die Violine in der kubanischen Musik auf akademischem Niveau veröffentlicht. 

## Diskographische Hinweise
- Robert Mitchell & Omar Puente Bridges (F-IRE 2006)
- From There to Here (Destin-e World Records 2009)
- Best Foot Forward (OP Recordds 2016)